# Colossendeis angusta
Colossendeis angusta is een zeespin uit de familie Colossendeidae. De soort behoort tot het geslacht Colossendeis. Colossendeis angusta werd in 1877 voor het eerst wetenschappelijk beschreven door Sars. 